# District de Shiguai
Le district de Shiguai (石拐区 ; pinyin : Shíguǎi Qū) est une subdivision administrative au nord de la région autonome de Mongolie-Intérieure en Chine. Il est placé sous la juridiction de la ville-préfecture de Baotou.